# Miroslav Chleborád
Miroslav Chleborád (29. června 1880, Habry u Havlíčkova Brodu – 4. června 1966, Brno) byl český právník a archeolog – amatér.

## Život
Miroslav Chleborád byl jedním z nejpřednějších představitelů moravské amatérské archeologie v období mezi světovými válkami. Od roku 1955 byl čestným členem Muzejního spolku v Brně.
Vystudoval práva na Právnické fakultě Univerzity Karlovy, jako soudce působil v Jihlavě, Bystřici nad Pernštejnem, Ivančicích, Bučovicích a nakonec v Brně. S manželkou Ludmilou (1882–1946) měl syna PhDr. Miroslava B. Chleboráda (1914–1993), učitele, slavistu, jazykovědce, soudního tlumočníka a překladatele.

## Archeologie
Archeologii se začal věnovat již na Ivančicku (hradiště Réna u Ivančic), intenzivně pak v místě svého nejdelšího působení (1912-1934), v Bučovicích – po jeho příchodu sem se začala archeologická mapa regionu Bučovicka výrazně měnit. Mnoho času věnoval povrchovým sběrům a drobným výzkumům, někdy prováděl i větší odkryvy. Výsledkem jeho činnosti jsou desítky nově objevených nalezišť ze všech období a sbírka kvalitně restaurovaných a přesně evidovaných předmětů čítající přes 8000 inventárních čísel. Ta byla ještě za jeho života předána do Moravského zemského muzea v Brně a stala se významnou součástí muzejních sbírek, menší část se dostala do muzea v Bučovicích.
Výsledky svých výzkumů Miroslav Chleborád zveřejňoval nejen formou nálezových zpráv, ale i na tehdejší dobu fundovaným vyhodnocením. Svými výzkumy obsáhl všechna období pravěku, vedle závěru eneolitu a počátku doby bronzové je to rovněž doba laténská, kde jeho výzkumy znamenají výrazný přínos. V roce 1928 prozkoumal (a vzápětí publikoval – 1930) pohřebiště v trati „U lišek“ v Bučovicích a s Aloisem Procházkou společně odkrýval největší moravské keltské pohřebiště u Holubic a menší nekropoli u Křenovic; nálezy z těchto pohřebišť i další keltské hroby poskytl A. Procházkovi pro jeho obsáhlou studii Gallská kultura na Vyškovsku (1937).

## Výběr z publikací
- Bučovsko za pravěku I, II, Ročenka spořitelny města Bučovic za rok 1927, 1-6; za rok 1928, 7-18
- Gallské pohřebiště u Bučovic, Ročenka spořitelny města Bučovic za rok 1930, 19 stran
- Pravěké hroby durinských skrčků na Bučovsku a v okolí, Ročenka spořitelny města Bučovic za rok 1934
- Žárové hroby slovanské na Moravě, Ročenka spořitelny města Bučovic za rok 1936, 3-20
- Pohřebiště kultury zvoncovitých pohárů nad Holáskami u Brna, Památky archeologické 41, 1936-8, 1-14
- Únětické hroby pod mohylami, Archeologické rozhledy 15, 1963, 4-6